# Дорније Do 10
Дорније Do 10 је немачки ловачки авион. Први лет авиона је извршен 1931. године. 

Највећа брзина авиона при хоризонталном лету је износила 288 km/h.
Распон крила авиона је био 15,00 метара, а дужина трупа 10,57 метара.

## Наоружање
| Наоружање авиона: Дорније      |            |
| Ватрено (стрељачко) наоружање  |            |
| Топ                            |            |
| Митраљез                       |            |
| Број и ознака митраљеза        | 4 MG.08/15 |
| Калибар                        | 7,92       |
| Бомбардерско наоружање (бомбе) |            |
| Ракетно наоружање (ракете)     |            |